# Paprika Steen

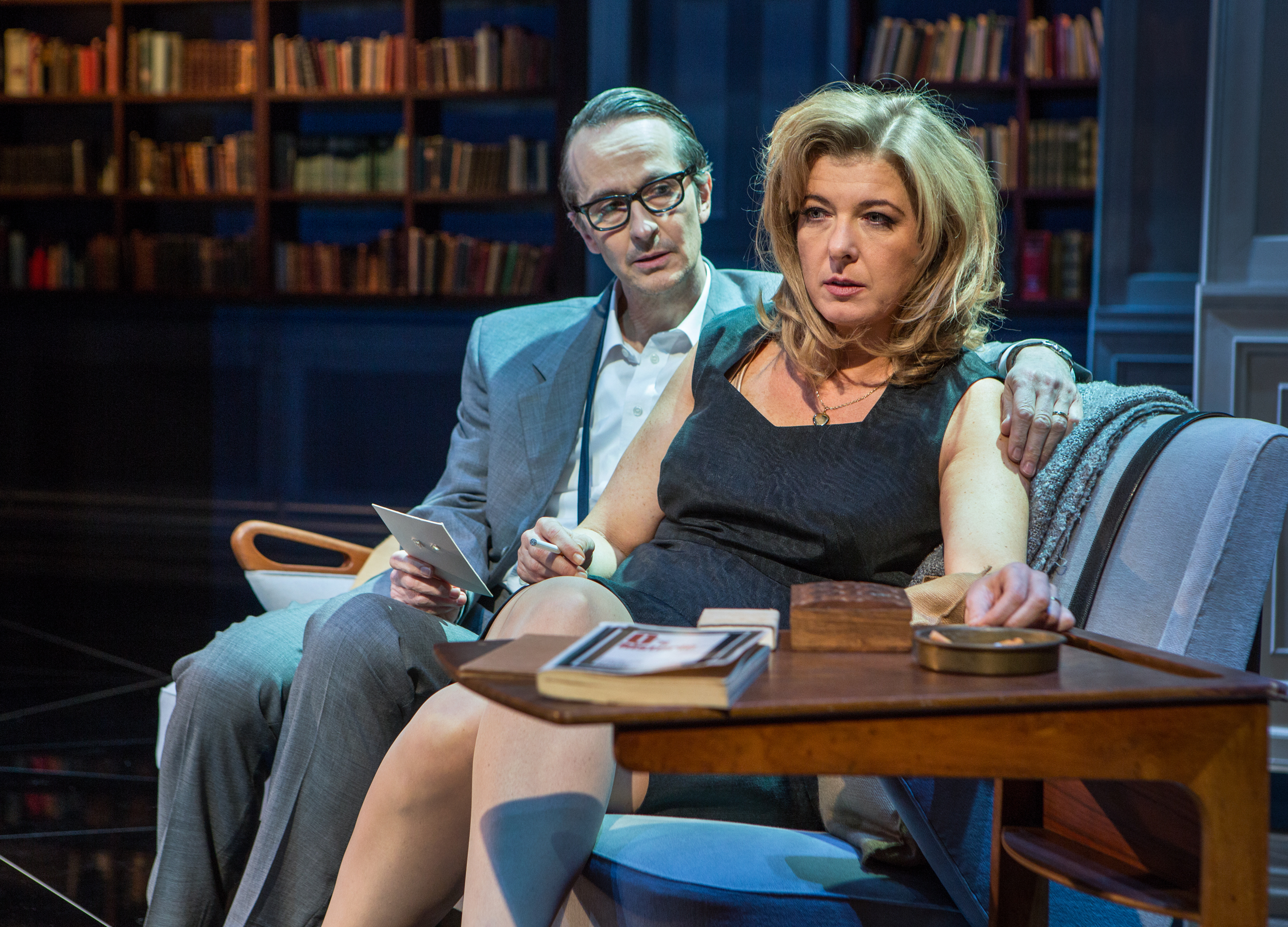
Met Lars Brygmann in Toves værelse van Jakob Weis, Folketeatret, Kopenhagen, 2016

Paprika Steen, geboren als Kirstine Steen (Frederiksberg, 3 november 1964), is een Deense actrice en filmregisseur, die bekend is geworden door haar rollen in onder meer de drie eerste Dogma 95-speelfilms: Festen van Thomas Vinterberg, Idioterne van Lars von Trier en Mifunes sidste sang van Søren Kragh-Jacobsen. 
Voor de film Okay  van Jesper W. Nielsen uit 2002 kreeg ze een nominatie voor beste actrice van de European Film Academy. Voor haar bijrol in Den eneste ene van Susanne Bier uit 1999 won ze een Bodil, de belangrijkste Deense filmprijs.
Haar debuut als filmregisseur maakte ze in 2004 met de film Lad de små børn (Engelse titel Aftermath). Haar tweede film Til døden os skiller ging in 2007 in première. Voor haar hoofdrol van Tove Ditlevsen in Toves værelse (Tove's Room), Martin Zandvliets verfilming van een succesvol toneelstuk van Jakob Weis waarin ze dezelfde rol had gespeeld, ontving ze in 2023-2024 zowel haar vijfde Bodil als haar vierde Robert-filmprijs.     

## Filmografie
- De største helte (1996)
- Hannibal & Jerry (1997)
- Festen (1998)
- Idioterne (1998)
- Mifunes sidste sang (1999)
- Den eneste ene (1999)
- Solen er så rød (2000)
- Okay (2002)
- Elsker dig for evigt (2002)
- Rembrandt (2003)
- Lad de små børn... (2004) - tevens regisseur
- Adams æbler (2005)
- Til døden os skiller (2007) - regisseur
- Den skaldede frisør (2012)
- Toves værelse (2023) - naar het toneelstuk van Jakob Weis

- Biblioteca Nacional de España: XX4768314
- Gemeinsame Normdatei: 142110167
- International Standard Name Identifier: 0000 0001 1654 8175
- Library of Congress Control Number: no2009010737
- MusicBrainz: 4b6d75a3-a38b-4ff1-8852-ca546635cb95
- Nationale Bibliotheek van Tsjechië: xx0156558
- Nationale Bibliotheek van Israël: 987007383360805171
- Nationale Bibliotheek van Polen: a0000001284011
- Nederlandse Thesaurus van Auteursnamen: 306323982
- Système universitaire de documentation: 079976697
- Virtual International Authority File: 61379411
- WorldCat: E39PBJmpcqMJk8WgMxtrwMFqcP